# 超軽水
超軽水（ちょうけいすい、スーパーライトウォーター）とは、通常の水より重水素の含有量を減らした水のことである。一部で美容や健康に良いなどの主張がなされているがそれを実証するようなデータは存在しない。正確な呼称は重水素減少水 (deuterium-depleted water, DDW) である。

## 概要
通常の水には、H2O（軽水）とD2O（重水）、DHO（半重水）が含まれている。通常の水に含まれる重水素の濃度は採取される場所によって差があるが、平地では約150ppmであるとされる。日本で販売を行なっている業者は、重水素濃度が150ppm以下のものを超軽水としており、濃度が低いものでは25ppmとされるものが販売されている。重水素濃度が低いほど高額な傾向にあり、効能が高いと宣伝されている。水素と重水素の極わずかな物理的性質の差を利用し、電気分解や蒸留などを繰り返すことで重水素の含有量を減らしている。以前は海外から輸入していたが、日本でも試験的に製造されている。

## 水分摂取
1日の水分摂取量は、環境省熱中症環境保健マニュアル (2009) によれば食事1.0リットル、体内で作られる水分0.3リットル、飲み水1.2リットルである。したがって、全ての飲み水を超軽水にしたとしても、1日に摂取する重水の量は50%も減らせない。

## 研究者
- Gábor Somlyai（ガボール・ショムヤイ、PhD、ハンガリー共和国）